# ألفرد كوتن بيدفورد
ألفرد كوتن بيدفورد (بالإنجليزية: Alfred Cotton Bedford)‏ هو شخصية أعمال أمريكي، ولد في 5 نوفمبر 1863 في بروكلين في الولايات المتحدة، وتوفي في 21 سبتمبر 1925 في نيويورك في الولايات المتحدة.